# Klášter dominikánek v Ratiboři
Klášter dominikánek v Ratiboři je bývalý ženský dominikánský klášter ve slezské Ratiboři (městská čtvrť Centrum) založený místním knížetem Přemkem Ratibořským. Klášterní kostel sv. Ducha byl nekropolí hornoslezských knížat z rodu Piastovců a Opavských Přemyslovců.
Roku 1810 byl klášter sekularizován, klášterní budovy začaly sloužit Královské evangelické škole a v současnosti je zde škola ekonomická. Kostel sv. Ducha byl na počátku 20. století předán evangelické církvi a nyní je městským muzeem se stálou expozicí.

## Historie
Zamýšlené založení kláštera dominikánek bylo oznámeno roku 1299 a k vlastnímu právnímu aktu došlo roku 1306, kdy kníže Přemek zemřel a dominikánky obdržely majetek v Ratiboři. Eufemie Ratibořská, dcera knížete Přemka vstoupila roku 1313 mezi dominikánky a během svého života byla dvakrát matkou představenou kláštera (abatyše), který díky jejímu vstupu mezi řeholnice získal klášter podporu ratibořských knížat. Konventní kostel sv. Ducha byl vysvěcen po své dostavbě 1. června 1335 biskupem Nanker z Oxy.
V devadesátých letech 20. století probíhal v konventním kostele archeologický výzkum během něhož došlo k odkrytí několika hrobek:
- v místech,kde byla kaple sv. Dominika, zde byli pravděpodobně pohřbení příslušníci piastovských knížat z okruhu příbuzných abatyše Eufemie Ratibořské
- v presbytáři, zde byl nalezen hrob posledního Přemyslovce Valentina Hrbatého.[3][4][5]